# GO-194
A GO-194 é uma rodovia estadual brasileira localizada em Goiás que liga a BR-364, no município de Portelândia, à divisa estadual entre Goiás e Mato Grosso.
Em março de 2018, a rodovia foi totalmente reconstruída do zero.